# Herman Melville House (Massachusetts)
Das Herman Melville House, auch bekannt als Arrowhead, ist ein historisch bedeutsames Gebäude in Pittsfield im Berkshire County, Massachusetts. Von 1850 bis 1863 war es das Wohnhaus von Herman Melville, wo er unter anderem den Roman Moby-Dick verfasste. Das Herman Melville House hat den Status einer National Historic Landmark und ist im National Register of Historic Places verzeichnet.

## Geschichte
Das Gebäude wurde in den 1780er Jahren durch David Bush erbaut und befand sich bis 1844 in Familienbesitz.

## Baubeschreibung
Das Haus ist zweieinhalb Stockwerke hoch und die Fassade ist mit Brettern verkleidet.